# It May Be You
It May Be You è un cortometraggio muto del 1915 diretto da Will Louis.

## Trama
Trama di Moving Picture World synopsis in (EN)  su IMDb

## Produzione
Il film fu prodotto dalla Edison Company. Venne girato negli Edison Studios di New York.

## Distribuzione
Distribuito dalla General Film Company, il film - un cortometraggio in una bobina - uscì nelle sale cinematografiche USA il 7 luglio 1915.